# Bljeskovita zvijezda
Bljeskovita zvijezda je crveni patuljak koji povremeno u sekundi poveća svoj sjaj i vrati se na uobičajenu emisiju u nekoliko minuta. Smatra se da su bljeskovi povezani s njegovim snažnim magnetskim poljem. Bljeskovite zvijezde nisu sjajne, pa se sve otkrivene bljeskovite zvijezde nalaze u Zemljinu susjedstvu (do udaljenosti od 1 000 svjetlosnih godina). Najpoznatija je takva zvijezda Proksima Centaura.